# París-Tombuctú
París-Tombuctú es una película española de 1999 dirigida por Luis García Berlanga. Fue la última que dirigió. En el guion tuvo un trabajo principal su hijo Jorge Berlanga.

## Argumento
Michel de Assantes (Michel Piccoli) es un prestigioso cirujano plástico francés que, desencantado con la vida y con serios problemas de impotencia, decide suicidarse arrojándose por la ventana de su consulta en París. Pero en el último momento cambia de opinión y opta por subirse a la bicicleta de un peregrino (Antonio Resines) y viajar hasta Tombuctú, cuyo exótico nombre parece esconder el secreto de la felicidad. Su viaje se ve interrumpido cuando sufre un accidente a la altura de Calabuch, un pueblecito de la costa levantina que se le muestra tan caótico como la existencia que pretendía dejar atrás. Allí se encuentra con una serie de personajes dispares, entre quienes destacan la sensual e impetuosa Trini (Concha Velasco) y la mística visionaria Encarna (Amparo Soler Leal), dos hermanas que le bautizan simbólicamente y lo alojan en su casa, intentando ayudarle a superar su hipotética impotencia. Coincidiendo prácticamente con el cambio de milenio, Michel vivirá una serie de delirantes situaciones, compartidas con los habitantes de la particular localidad mediterránea: Gaby (Javier Gurruchaga), el vicioso hermano de Trini y Encarna, un anárquico nudista (Juan Diego), un sacerdote convicto de asesinato (Santiago Segura), inmigrantes desobedientes, políticos y empresarios corruptos.

## Reparto
- Michel Piccoli (Michel)
- Concha Velasco (Trini)
- Amparo Soler Leal (Encarna)
- Juan Diego (Boronat)
- Eusebio Lázaro (Vicente)
- Javier Gurruchaga (Gaby)
- Santiago Segura (cura)
- Fedra Lorente (Benilde)
- Manuel Alexandre (Sento)
- Guillermo Montesinos (Planas)
- Enrique San Francisco (abogado)
- José Sancho (Artemio)
- Mabel Lozano (enfermera)
- Cristina Collado (alcaldesa)
- Pilar Ortega (Olga)
- Alexis Valdés (Dani)
- Joaquín Climent (Planelles)
- Mapi Galán (Nicole)
- Luis Ciges (Federico Baamonde)
- José María Sacristán (concejal de Turismo)
- Josu Ormaetxe (señor Peñarrocha)
- Rosana Yanni (Madame Suzy)
- Antonio Resines (ciclista)
- Paco Catalá (camionero)
- Manuel Millán (agente Piñango)
- Pilar Punzano (Zou Zou)
- Jorge Sanz (teniente)
- Vivi Alba (azafata)
- Vicente Amaya (chófer de camión frigorífico)
- Manuel Bretón (nuevo cliente)
- Pilar Camón (madre nudista)
- Gaspar Cano (ojeador 2º)
- Livious Dube (Osaska)
- Gus Epam (negro)
- Karola Escarola (Nieves)
- Sophie Evans (checa nudista)
- Pablo Garaizabal (especialista)
- Concha García Conde (kioskera)
- Fernando Granell (ojeador 1º)
- Malena Gutiérrez (Conchi)
- María Lidón (chica joven)
- José María Lorenzo (sargento)
- Miguel Monrabal (fotógrafo)
- Javier Pérez (soldado)
- Carlos Pons (cabo Torralba)
- Silvia Ramírez (Andrea)
- Jacobo Royo (agente Mínguez)
- Salomón San Juan (operario)
- Julio Silva (doble del Rey)

## Canciones
- A ninguna parte (Luis Mendo y Bernardo Fuster / cantada por Manolo Tena)
- Cambalache (E. Santos Descepolo y Juan Ortiz de Mendivil e Ibarra / cantada por Luis Eduardo Aute)
- Los Loritos (música de Luis Mendo y Bernardo Fuster, letra de Jorge Berlanga y Javier Amezua / cantada por Javier Gurruchaga, Concha Velasco y Amparo Soler Leal).

## Premios
- 1999: XIV edición de los Premios Goya - Mejor actor secundario: Juan Diego[1]
- 1999: Festival Internacional de Cine de Mar del Plata: Premios Fipresci y OCIC para García Berlanga.[2]
- 2000: Premios Turia: Mejor actor Juan Diego[3]